# Vasco Uva
Pas d'image ? Cliquez ici

a Compétitions nationales et continentales officielles uniquement.

b Matchs officiels uniquement.
Dernière mise à jour le 26 septembre 2018.
Vasco Sousa Uva, né le 15 décembre 1982 à Lisbonne, est un joueur de rugby à XV portugais. Il joue avec l'équipe du Portugal depuis 2004, évoluant au poste de troisième ligne centre (1,87 m pour 98 kg). Il est le capitaine de l'équipe qui arrache à Montevideo une qualification historique du Portugal pour la Coupe du monde 2007. En janvier 2008, il rejoint son frère Gonçalo Uva au Montpellier Hérault rugby.

## Statistiques en équipe nationale
- 101 sélections avec le Portugal
- 65 points (13 essais)
- 1er test match le 14 février 2004 contre l'équipe de Géorgie
- Sélections par année : 8 en 2004, 7 en 2005, 13 en 2006, 12 en 2007, 4 en 2008, 9 en 2009, 8 en 2010, 7 en 2011, 8 en 2012, 8 en 2013, 6 en 2014, 5 en 2015, 6 en 2016.
- Coupe du monde de rugby à XV 2007 : 3 matches (joueur du match contre l'Écosse).

## Palmarès
- Finaliste du Championnat du Portugal de rugby à XV 2005-2006, 2006-2007